# Thokozani Khuphe
Thokozani Khuphe (sinh ngày 18 tháng 11 năm 1963) là một chính trị gia người Zimbabwe, và là Chủ tịch phe ly khai MDC-T của Phong trào Dân chủ (MDC). Bà là Phó Thủ tướng của Zimbabwe từ ngày 11 tháng 2 năm 2009 cho đến tháng 8 năm 2013. Khuphe là thành viên của Quốc hội Zimbabwe cho khu vực bầu cử Makokoba trước khi bị đảng của bà loại ra vào năm 2018 với lý do bà không còn đại diện cho quyền lợi của đảng này.
Vào ngày 22 tháng 4 năm 2017, Khuphe đã được bầu chọn là Chủ tịch của phe MDC-T ở Bulawayo. Đại hội Khuphe đã tổ chức được coi là vi hiến pháp vì theo hiến pháp, Đại hội bầu cử phải được yêu cầu tổ chức bằng số đại biểu. Khupe từ chối tham gia Advocate Chamisa vì muốn vượt qua thủ tướng Morgan Tsvangirai. Năm 2005, bà được bầu làm Phó Chủ tịch Phong trào Dân chủ (MDC) tiếp quản cựu chủ tịch công đoàn thương mại Gibson Sibanda. Bà là một thành viên nhiệm kỳ thứ ba của Quốc hội cho khu vực bầu cử Makokoba tại Zimbabwe.
Sinh ra tại Bulawayo, Khupe tốt nghiệp năm 1999 tại Trung tâm Turin ở Turin, Ý, với bằng cấp về Công nghệ thông tin. Bà cũng có bằng Cử nhân về Nghiên cứu Truyền thông của Đại học Mở Zimbabwe và bằng MBA của Đại học Khoa học và Công nghệ Quốc gia.